# Rafael Aguilar
Rafael "Rafa" Aguilar, född 1961 i Terrassa, är en spansk vattenpolospelare och -tränare. Han var chefstränare för Spaniens herrlandslag i vattenpolo 2004–2014.
Som spelare ingick Aguilar i det spanska landslaget vid olympiska sommarspelen 1984. Han gjorde fyra mål i den olympiska vattenpoloturneringen i Los Angeles där Spanien slutade fyra.
Med Aguilar som tränare tog det spanska landslaget VM-silver 2009, VM-brons 2007 och EM-brons 2006. År 2014 efterträddes han av Gabriel Hernández.